# Departamento Islas del Atlántico Sur
Islas del Atlántico Sur, oficialmente Departamento de Islas del Atlántico Sur, es una de las cinco subdivisiones territoriales de la provincia de Tierra del Fuego, Antártida e Islas del Atlántico Sur en la República Argentina. Está conformado por las islas Malvinas y los archipiélagos agrupados con el nombre de Antillas del Sur subantárticas. Todo el territorio del departamento —y sus mares adyacentes— son objeto de disputa entre Argentina y el Reino Unido, por lo que la administración argentina no puede ser ejercida en él dado que lo hace el Reino Unido.

## Disputa de soberanía

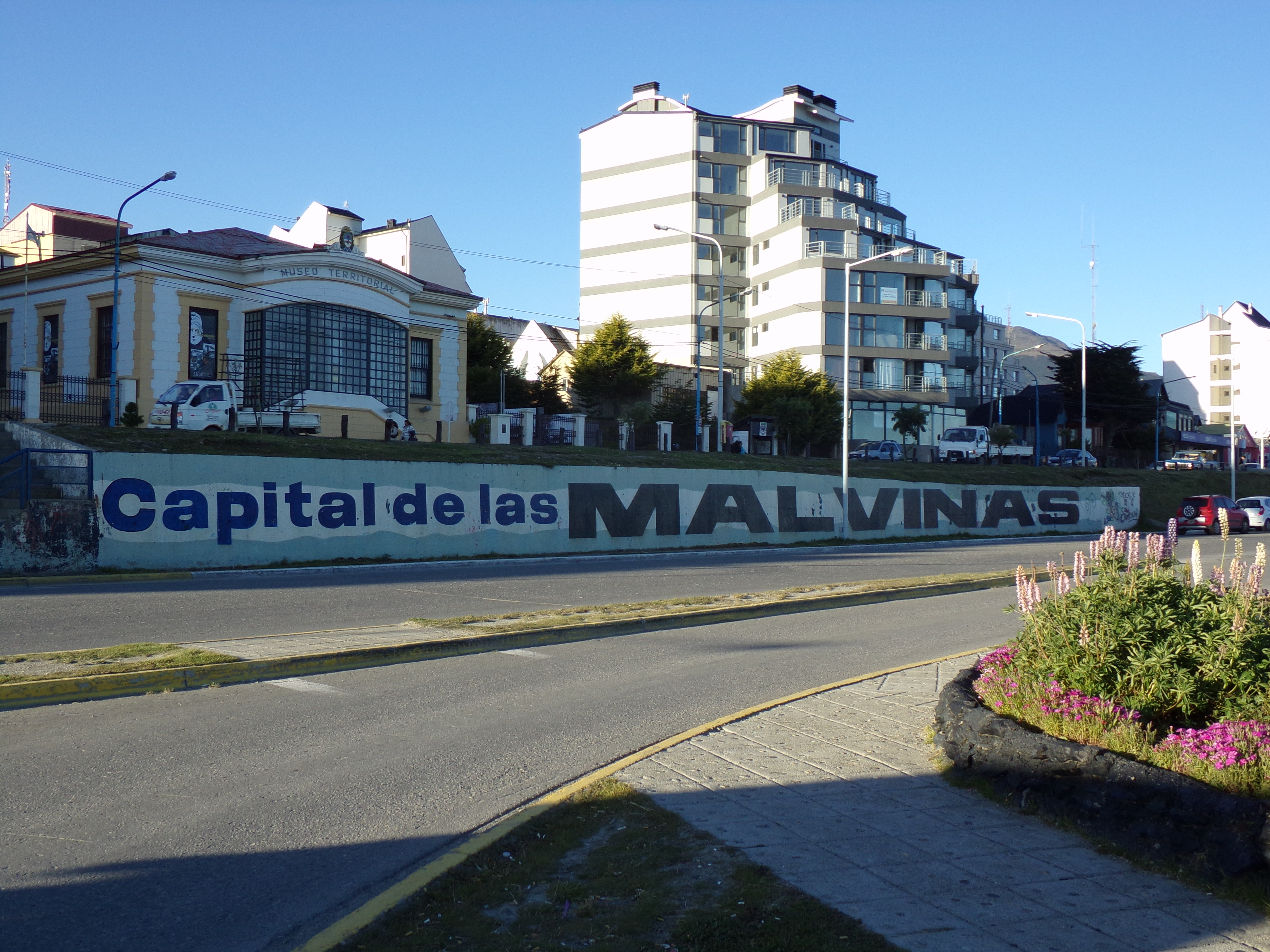
Mural en Ushuaia haciendo referencia su condición de capital provincial y del departamento de las Islas del Atlántico Sur.

El departamento está conformado por cuatro archipiélagos reivindicados por la Argentina como «parte integral e indivisible de su territorio que se halla ocupada ilegalmente por una potencia invasora». Los archipiélagos fueron reivindicados como territorio argentino mediante la ley nacional 26.552, sancionada por el Congreso de la Nación Argentina en noviembre de 2009 y promulgada por Cristina Fernández de Kirchner en diciembre del mismo año, que detalla los límites de la provincia de Tierra del Fuego, Antártida e Islas del Atlántico Sur, al agregar un párrafo adicional en el artículo 1.º de la ley 23.775.

ARTÍCULO 1.º — Incorpórase al artículo 1.º de la Ley 23.775 el siguiente párrafo:

La provincia de Tierra del Fuego, Antártida e Islas del Atlántico Sur comprende: la parte oriental de la isla Grande de Tierra del Fuego hasta el límite con la República de Chile, la isla de los Estados, las islas Año Nuevo, las islas Malvinas, la isla Beauchêne, las rocas Cormorán y Negra, las islas Georgias del Sur, las islas Sandwich del Sur, otras islas, islotes y rocas situados en aguas interiores y en el mar territorial generado a partir de dichos territorios de conformidad con lo previsto en la Ley 23.968, incluidas las islas, islotes y rocas situados al sur de la isla Grande de Tierra del Fuego hasta el límite con la República de Chile; los territorios situados en la Antártida Argentina comprendida entre los meridianos 25° Oeste y 74° Oeste y el paralelo 60° Sur, las islas, islotes y rocas situados entre los territorios que comprende la provincia de Tierra del Fuego, Antártida e Islas del Atlántico Sur.

Los tres archipiélagos están bajo administración del Reino Unido, que agrupa las islas componentes del departamento en tres territorios de ultramar:
- Territorio Británico de Ultramar de las islas Georgias del Sur y Sandwich del Sur: conformado por las islas Sandwich del Sur, las islas Georgias del Sur y los grupos rocosos aislados denominados rocas Clerke e islas Aurora;
- Territorio Británico de Ultramar de las Islas Malvinas: islas Malvinas;

Las islas Malvinas es uno de los 17 territorios en la lista de las Naciones Unidas de territorios no autónomos bajo supervisión del Comité de Descolonización de las Naciones Unidas, con el fin de examinar la situación con respecto a la aplicación de la Declaración sobre la concesión de la independencia a los países y pueblos coloniales, por lo que la situación del archipiélago es examinada anualmente por el Comité de Descolonización desde 1965. La Organización de las Naciones Unidas lo considera un territorio de soberanía aún pendiente de definición.

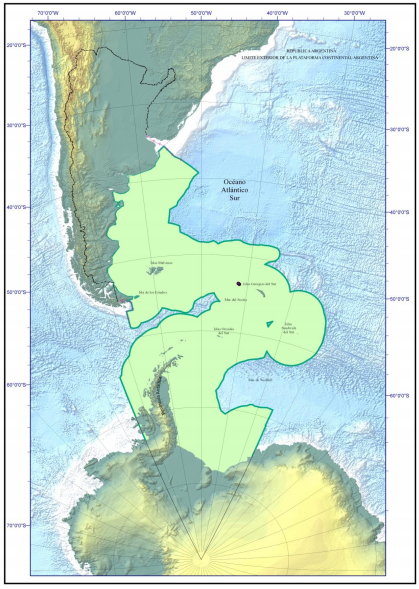
Mapa oficial de la plataforma continental argentina aprobada por las Naciones Unidas, como consecuencia de la Convención sobre el Derecho del Mar de 1995.

Los espacios marítimos y aéreos adyacentes a las islas junto con el lecho, subsuelo marino y los derechos pesqueros correspondientes, son también objeto de disputa entre Argentina y el Reino Unido.
- Límites marinos según la ley argentina N.° 23968 (Ley sobre Espacios Marítimos):[12]
  - Mar territorial: 12 MN desde la línea de base
  - Zona contigua: 24 MN desde la línea de base
  - Zona económica exclusiva: 200 MN desde la línea de base (se solapa al oeste con la ZEE continental)

El continuo reclamo argentino sobre estos archipiélagos del Atlántico Sur ha quedado plasmado en la disposición transitoria primera de la Constitución de 1994, que dice:

La Nación Argentina ratifica su legítima e imprescriptible soberanía sobre las islas Malvinas, Georgias del Sur y Sandwich del Sur y los espacios marítimos e insulares correspondientes, por ser parte integrante del territorio nacional.
La recuperación de dichos territorios y el ejercicio pleno de la soberanía, respetando el modo de vida de sus habitantes, y conforme a los principios del Derecho Internacional, constituyen un objetivo permanente e irrenunciable del pueblo argentino.

El 11 de marzo de 2016 la Comisión de Límites de la Plataforma Continental (CLPC) de las Naciones Unidas aprobó la presentación de la plataforma continental de Argentina sin realizar recomendaciones, quedando desde ese momento reconocidos por la comunidad internacional los límites del territorio argentino en lo que respecta a su plataforma marítima en las áreas no sujetas a disputas. El 28 de marzo de 2016 el Ministerio de Relaciones Exteriores y Culto, realizó una presentación sobre los nuevos límites, durante la cual se expresó que al aprobarse la presentación la ONU reconoció que existe una disputa de soberanía con el Reino Unido.
En casos como estos, en que haya una controversia territorial o marítima, está establecido que la Comisión "no examinará ni calificará la presentación hecha por cualquiera de los Estados Partes en esa controversia". Por ello, y ya en septiembre de 2009, la Comisión había determinado que de acuerdo con el reglamento, no se hallaba en condiciones de examinar ni de calificar la parte de la presentación que se refería a los espacios marítimos de las islas Malvinas, Georgias del Sur y Sandwich del Sur, ni a la plataforma continental perteneciente a la Antártida. Según una asociación privada la soberanía argentina no disputada reconocida por la Comisión (CLPC), llegaría al 20% de la superficie total delimitada de 1,7 millones de km², es decir aproximadamente 340.000 kilómetros cuadrados.

## Archipiélagos

Mapas de los distintos archipiélagos que integran el departamento.

Las Antillas del Sur subantárticas están ubicadas al norte del paralelo 60° S, comprendiendo a las islas Georgias del Sur, rocas Clerke, Sandwich del Sur y las islas Aurora (Rocas Negras e islotes Cormorán).
La superficie total del departamento varía según las fuentes consultadas:
De acuerdo al Instituto Geográfico Nacional de Argentina es de 16 027 km², discriminado así:
- Islas Malvinas: 11 410 km²
- Islas Georgias del Sur, rocas Clerke e islas Aurora: 3560 km²
- Islas Sandwich del Sur: 307 km²

Los mismos datos figuran en el Atlas de Estadísticas del gobierno de la provincia de Tierra del Fuego, Antártida e Islas del Atlántico Sur.
El CIA The World Factbook 2013 atribuye otras superficies a los archipiélagos de las:
- Islas Malvinas: 12 173 km²
- Islas Georgias del Sur, Sandwich del Sur, rocas Clerke e islas Aurora: 3903 km²

## Población
La población permanente asentada en las islas Malvinas es de alrededor de 3400 habitantes en 2016 (excluyendo a personal y militares de la Base Aérea de Monte Agradable y sus familiares). Estos datos provienen del censo realizado por el gobierno británico, desconocido por la Argentina. Además, según estimaciones de especialistas en áreas de diplomacia y política internacional, la dotación de soldados británicos desplegados en dichas islas supera en cantidad a la población civil.
En las islas Malvinas se halla la única localidad del departamento, denominada Puerto Argentino en Argentina, y Stanley por el Reino Unido. Al igual que en los otros cuatro departamentos de esta provincia, no se le ha asignado formalmente una localidad cabecera, pero habitualmente se considera que corresponde a Puerto Argentino.
Debido a la ocupación británica de tres de los archipiélagos, el Instituto Nacional de Estadística y Censos de la República Argentina no puede censar su población.
El departamento fue relevado por el censo 2010. Se constató que había 17 habitantes en las islas antárticas con presencia argentina.  Por otra parte, otros 190 pobladores se ubicaban en departamento del continente blanco. Durante el censo 2022 el conteo fue modificado y no se separó más a la población entre los dos departamentos. Ambas divisiones registraron que en las bases argentinas había 81 habitantes con una fuerte disminución del 60.9% respecto del censo anterior.

## Historia
Tras una centenaria ocupación de España, las islas Malvinas pasaron a la efectiva posesión argentina desde el 6 de noviembre de 1820, cuando se realizó la formal toma de posesión, hasta el 3 de enero de 1833, cuando fueron ocupadas por fuerzas británicas.
El departamento fue creado el 8 de abril de 1970 cuando el gobernador de Tierra del Fuego dictó el decreto N.º 149:

DEPARTAMENTO ISLAS DEL ATLÁNTICO SUD: Incluye las Islas Malvinas, Orcadas, Georgias, Sandwich e Islas menores adyacentes.

Mapa de las islas Malvinas con la toponimia argentina.

El decreto no designó ninguna población cabecera para el departamento. Años más tarde, la carta orgánica de la ciudad de Ushuaia, sancionada en 2002, reafirmó en el artículo 22 su condición de capital del territorio, incluyendo todos los archipiélagos.

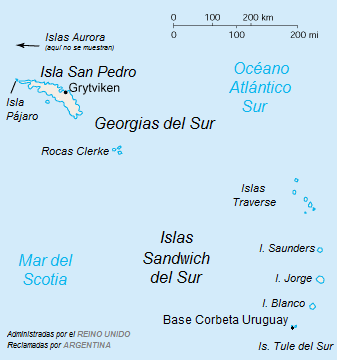
Mapa de las islas Sandwich del Sur y Georgias del Sur.

La Estación Científica Corbeta Uruguay fue construida por la Argentina en la isla Morrell del grupo de las islas Tule del Sur, perteneciente a las Sandwich del Sur, el 7 de noviembre de 1976. Fue mantenida hasta la ocupación británica de la base el 20 de junio de 1982.
El 2 de abril de 1982 el gobierno militar argentino retomó la posesión de las islas Malvinas, lo que dio lugar a la guerra de las Malvinas. El 14 de junio de 1982 el Reino Unido recuperó las Malvinas al rendirse las fuerzas argentinas en Puerto Argentino/Stanley, al día siguiente se produjo la entrega de la guarnición argentina de la isla Gran Malvina.
Los puertos de Grytviken y de Leith en la isla San Pedro de las Georgias del Sur fueron ocupados por fuerzas argentinas el 3 de abril de 1982 y mantenidos hasta la recuperación británica el 25 de abril de 1982, en el curso de la Operación Paraquat.
Durante la guerra de las Malvinas el gobierno militar argentino creó mediante el decreto secreto n.º S 681/82, del 3 de abril de 1982 la gobernación Militar de las Islas Malvinas, Georgias del Sur y Sandwich del Sur reduciendo el territorio del departamento al archipiélago de las Orcadas del Sur. Este decreto fue derogado por el decreto n.º 879/85 del 15 de mayo de 1985, que disolvió la gobernación militar y restauró los límites del departamento Islas del Atlántico Sur.
Con la provincialización de Tierra del Fuego AIAS, el Congreso Argentino sancionó la Ley 23.775 el día 26 de abril de 1990. Al promulgarla, el poder ejecutivo a cargo de Carlos Saúl Menem vetó el artículo primero, que precisamente fijaba los límites de la nueva provincia, estableciendo límites generales mediante el decreto N° 905/1990. La ley, además, expresa en su artículo 2.º que «en lo que se refiere a la Antártida, Malvinas, Georgias del Sur, Sandwich del Sur y demás islas subantárticas, la nueva provincia queda sujeta a los tratados con potencias extranjeras que celebre el gobierno federal, para cuya ratificación no será necesario consultar al gobierno provincial».
Desde 2007, la Cancillería Argentina impulsó reuniones con diputados y senadores fueguinos hasta elaborar el proyecto de ley presentado en julio de 2009 por los diputados Nélida Belaous, Leonardo Gorbacz, Rosana Bertone, Rubén Sciutto y Mariel Calchaquí, y que se sancionó en noviembre de ese mismo año (con el número 26.552), 19 años más tarde de la provincialización, cuando el Poder Ejecutivo decidió someter la cuestión de límites «a la consideración del Congreso de la Nación, a la mayor brevedad, un texto sustitutivo».
En 2015 el gobierno fueguino envió a la Legislatura provincial una propuesta para modificar los límites departamentales de la provincia con el fin de «contribuir a la soberanía territorial de la Nación». La iniciativa fue impulsada por el Consejo Asesor Observatorio Cuestión Malvinas y establece la división política de la provincia en cuatro departamentos. En esta propuesta las islas Orcadas del Sur pasarían a formar parte del departamento Antártida Argentina.

Departamento Islas del Atlántico Sur

- Incluye las Islas Malvinas, la isla Beauchene, las rocas Cormorán y Negra, las Islas Georgias del Sur, las Islas Sandwich del Sur, otras islas, islotes y rocas situados en aguas interiores y en el mar territorial generado a partir de dichos territorios de conformidad con lo previsto en la Ley Nacional 23.968.

El 27 de octubre de 2017 por ley de la Legislatura de la provincia de Tierra del Fuego, Antártida e Islas del Atántico Sur fue derogado el decreto territorial 149/70 que creó el departamento Islas del Atlántico Sur y le asignó un nuevo límite pasando las islas Orcadas del Sur al departamento Antártida Argentina.

4. DEPARTAMENTO ISLAS DEL ATLÁNTICO SUR:
Incluye las Islas Malvinas, la isla Beauchene, las rocas Cormorán y Negra, las Islas Georgias del Sur, las Islas Sandwich del Sur, otras islas, islotes y rocas situados en aguas interiores y en el mar territorial generado a partir de dichos territorios de conformidad con lo previsto en la Ley nacional 23.968.